# Мечеть Султана Салахуддина Абдуль Азиза

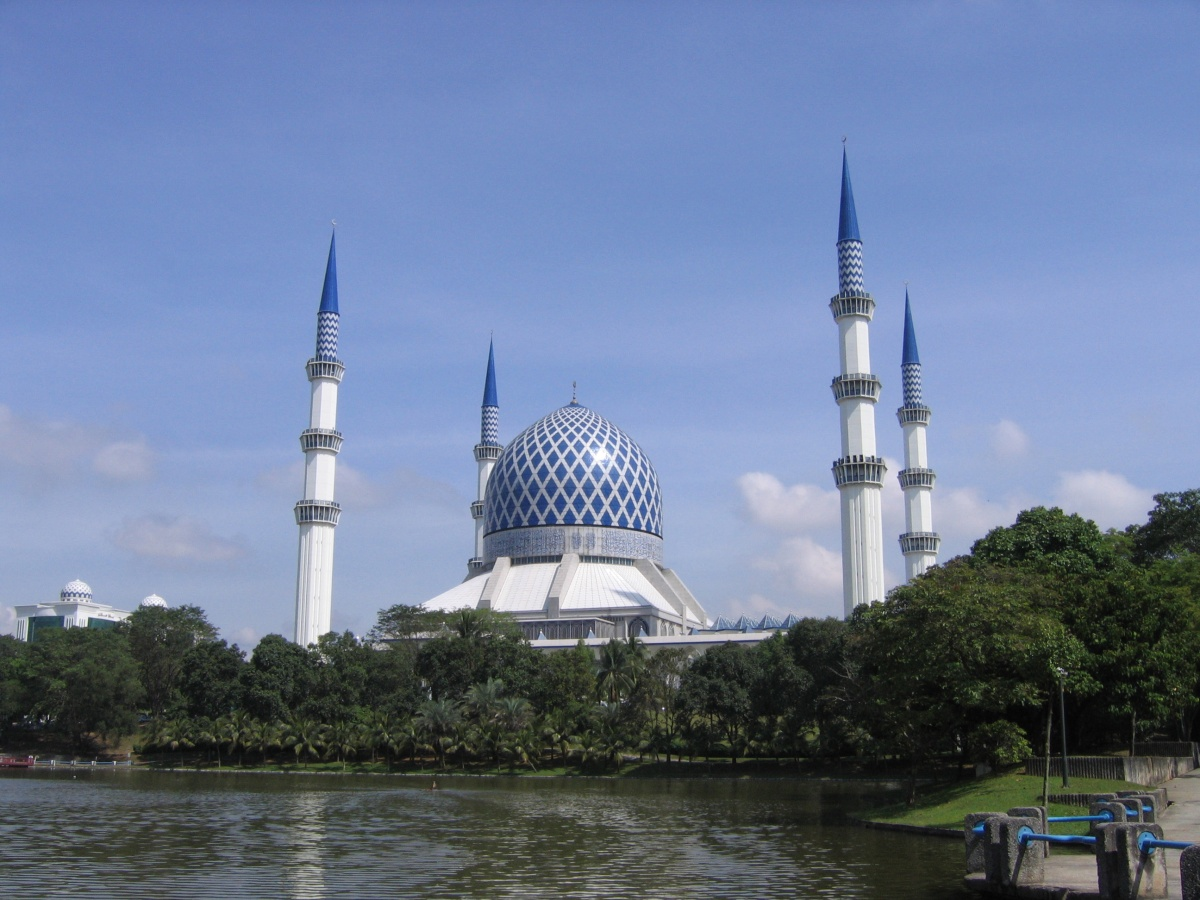
Мечеть Султана Салахуддина Абдуль Азиза

Мечеть Султана Салахуддина Абдуль Азиза (малайск. Masjid Sultan Salahuddin Abdul Aziz) — государственная мечеть в Селангоре, Малайзия. Самая большая мечеть страны, а также вторая по величине мечеть в Юго-Восточной Азии после мечети Истикляль в Джакарте, Индонезия.

## История
Мечеть была заложенана покойным Султаном Салахуддин Абдуль Азиз, 14 февраля 1974. Строительство началось в 1982 и закончилось 11 марта 1988. Во время господства Султана Мечеть была также известна как Синяя Мечеть, из-за своего синего купола, который является одним из наибольших в мире.

## Архитектура
Структура мечети включает малайскую и исламскую архитектуру.
Её архитектура — комбинация стиля модерн и малайского.
Главный купол мечети — один из самых больших в мире, имеет 57 м в диаметре и 106,7 м в высоту от уровня земли. Её четыре минарета — 2-е по высоте в мире (142,3 м). В свои первые годы мечеть была рекордсменом Гиннесса за наличие самого высокого минарета в мире, но это звание она потеряла в пользу Великой мечети Хассана II в Касабланке.
Мечеть может вместить до 16 000 человек.